# Дизфуль
Дизфу́ль (перс. دزفول‎ — «Крепостной мост») — город на западе Ирана в остане Хузестан, административный центр шахрестана Дизфуль. Население — 205 тыс. человек. Большая часть населения — персы, что не характерно для Хузестана, населенного преимущественно курдами и арабами.
Высота над уровнем моря — 129 метров.

## Ремесло
В городе находятся рисо- и хлопкоочистельные заводы, консервные предприятия. Процветает кустарно-ремесленное производство: выделка кожи, производство ковров.
В Дизфуле торгуют кожсырьем, шерстью.
В пригороде имеется металлургический комплекс, который производит строительную арматуру.